# Historiska monument i forntida Nara
Världsarvet Historiska monument i forntida Nara omfattar 8 platser i den gamla huvudstaden Nara i Nara prefektur i Japan. Fem är buddhistiska tempel, en är en shintohelgedom, en är ett palats och en är en urskog. Dessa platser har 26 byggnader som är uppsatta på listan Japans nationalskatter liksom 53 som har status som Viktigt kulturellt objekt.
Samtliga har erkänts som Historisk plats i Japan. Nara palats har status som Speciell historisk plats och Kasugayama urskog har status som Kulturobjekt i Japan under kategorin naturmonument. Tōdai-ji, Kōfuku-ji och Kasugayama urskog överlappar Nara Park, en plats med vackra vyer.
1998 blev de erkända som världsarv.

## Lista över platserna
| Namn                                                                                      | Typ                        | Läge                                                                                  | Bild |
| ----------------------------------------------------------------------------------------- | -------------------------- | ------------------------------------------------------------------------------------- | ---- |
| Tōdai-ji (東大寺 Tōdai-ji?, Östra stortemplet)                                            | Kegonbuddhistiskt tempel   | Zōshichō, Suimonchō, etc. 34°41′21″N 135°50′23″Ö / 34.68917°N 135.83972°Ö             |      |
| Kōfuku-ji (興福寺 Kōfuku-ji?)                                                             | Hossōbuddhistiskt tempel   | Noboriōjichō, Takabatakechō 34°41′N 135°50′Ö / 34.683°N 135.833°Ö                     |      |
| Kasuga-taisha (春日大社 Kasuga-taisha?)                                                   | Shintohelgedom             | Kasuganochō 34°40′53″N 135°50′54″Ö / 34.68139°N 135.84833°Ö                           |      |
| Gangō-ji Gokurakubō (元興寺 極楽坊?)                                                      | Shingonbuddhistiskt tempel | Chūinchō, Nakanochinyachō, etc. 34°40′41″N 135°49′52″Ö / 34.67806°N 135.83111°Ö       |      |
| Yakushi-ji (薬師寺?)                                                                      | Hossōbuddhistiskt tempel   | Nishinokyōchō 34°40′6.08″N 135°47′3.52″Ö / 34.6683556°N 135.7843111°Ö                 |      |
| Tōshōdai-ji (唐招提寺?)                                                                   | Ritsubuddhistiskt tempel   | Gojōchō, Amagatsujiminamichō 34°40′32.11″N 135°47′5.40″Ö / 34.6755861°N 135.7848333°Ö |      |
| Nara palats － Heijō palats (平城宮 Heijō-kyū?)                                           | Kejserligt palats          | Sakichō, Hokkejichō, etc. 34°41′28″N 135°47′44″Ö / 34.69111°N 135.79556°Ö             |      |
| Kasugayamagenshirin (春日山原始林 Kasugayamagenshirin?, 春日山原生林) Kasugayamagenseirin | Urskog                     | Kasuganochō, Zōshichō, etc. 34°40′59.75″N 135°51′39.33″Ö / 34.6832639°N 135.8609250°Ö |      |